# Langheck bei Nittel
Der Naturschutzgebiet Langheck ist ein 42 Hektar großes Naturschutzgebiet mit der amtlichen Bezeichnung Langheck bei Nittel. Das Gelände befindet sich innerhalb des Gemeindegebietes der Ortsgemeinde Nittel in 330 m Meereshöhe an der Straße von Nittel nach Fisch. Das Gelände wurde früher als Viehweide genutzt oder gemäht. Auf dem nährstoffarmen Boden entstand so eine artenreiche Pflanzengesellschaft. Um diese zu erhalten, sind regelmäßige Entbuschungsmaßnahmen vonnöten.
Im Jahre 1998 wurde das Gelände von der Bezirksregierung Trier als Naturschutzgebiet ausgewiesen. Schutzzweck ist die Erhaltung, Wiederherstellung und Entwicklung eines artenreichen, wärmeliebenden Kalkmagerrasen-Komplexes an der Obermosel (Naturraum Nitteler Moseltal). Besonders geschützt ist es wegen seiner überregionalen Bedeutung für den Biotop- und Artenschutz, die Biotopvernetzung, insbesondere für folgende naturnahe Biotop- und Strukturtypen: Kalkmagerrasen, Trockengebüsche, Trockenwaldfragmente, magere Glatthaferwiesen, thermophile, blütenreiche Saumgesellschaften, als Lebensraum gefährdeter Tier- und Pflanzenarten und ihrer Lebensgemeinschaften, insbesondere Vogel-, Insekten- und Orchideenarten und aus wissenschaftlichen und kulturhistorischen Gründen.

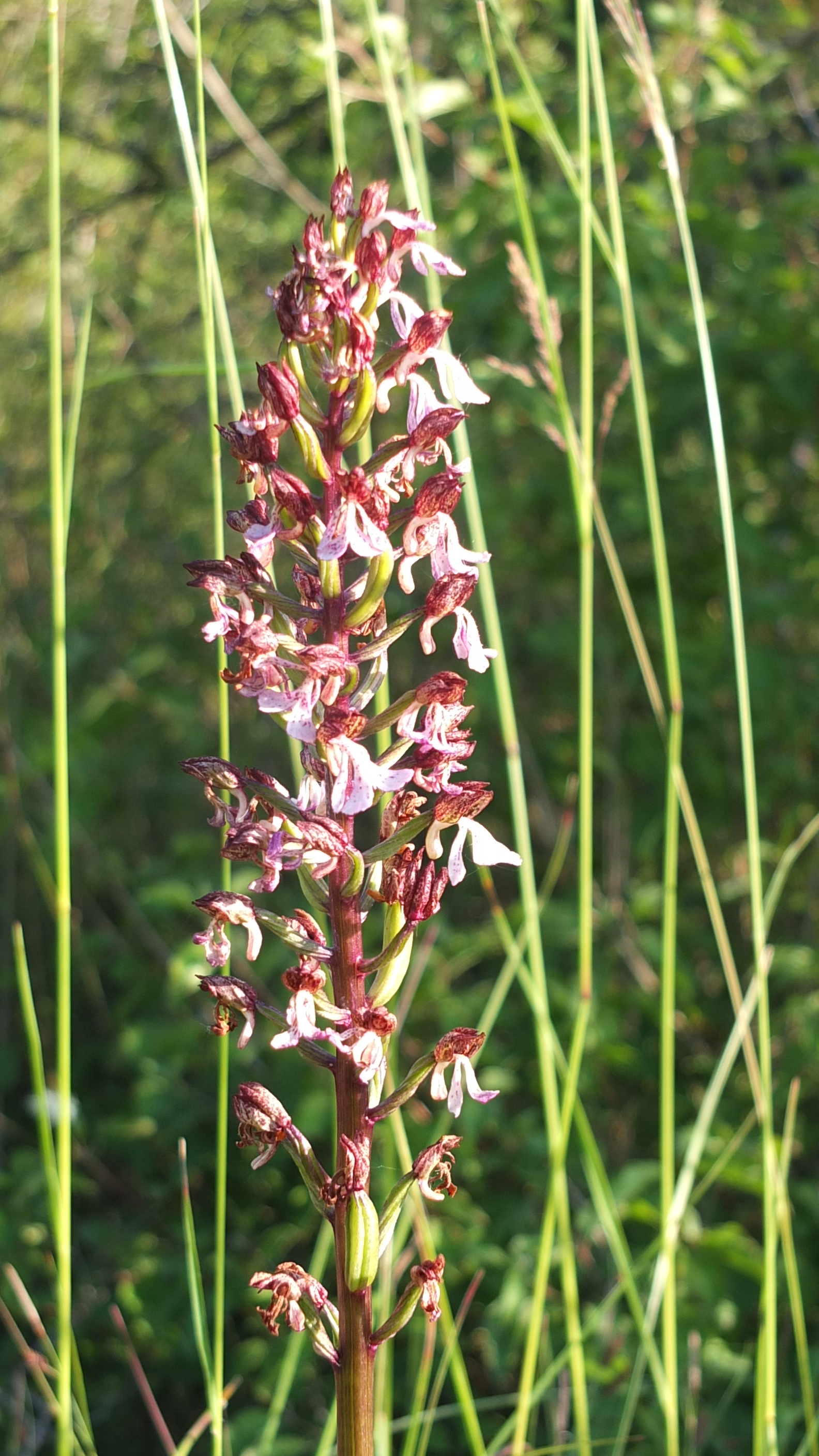
Ohnsporn (Orchis anthropophora)
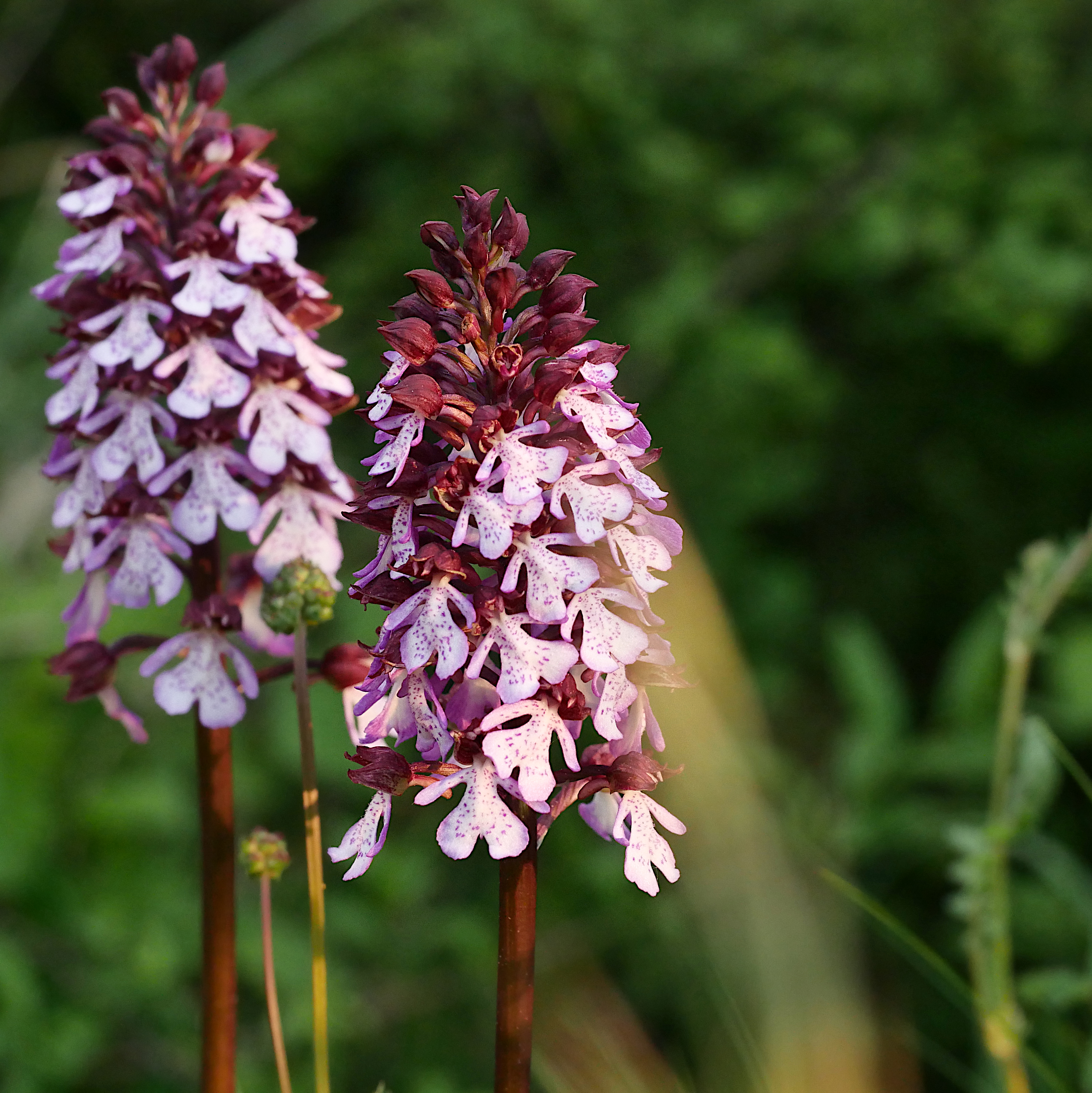
Purpur-Knaben-kraut (Orchis purpurea)
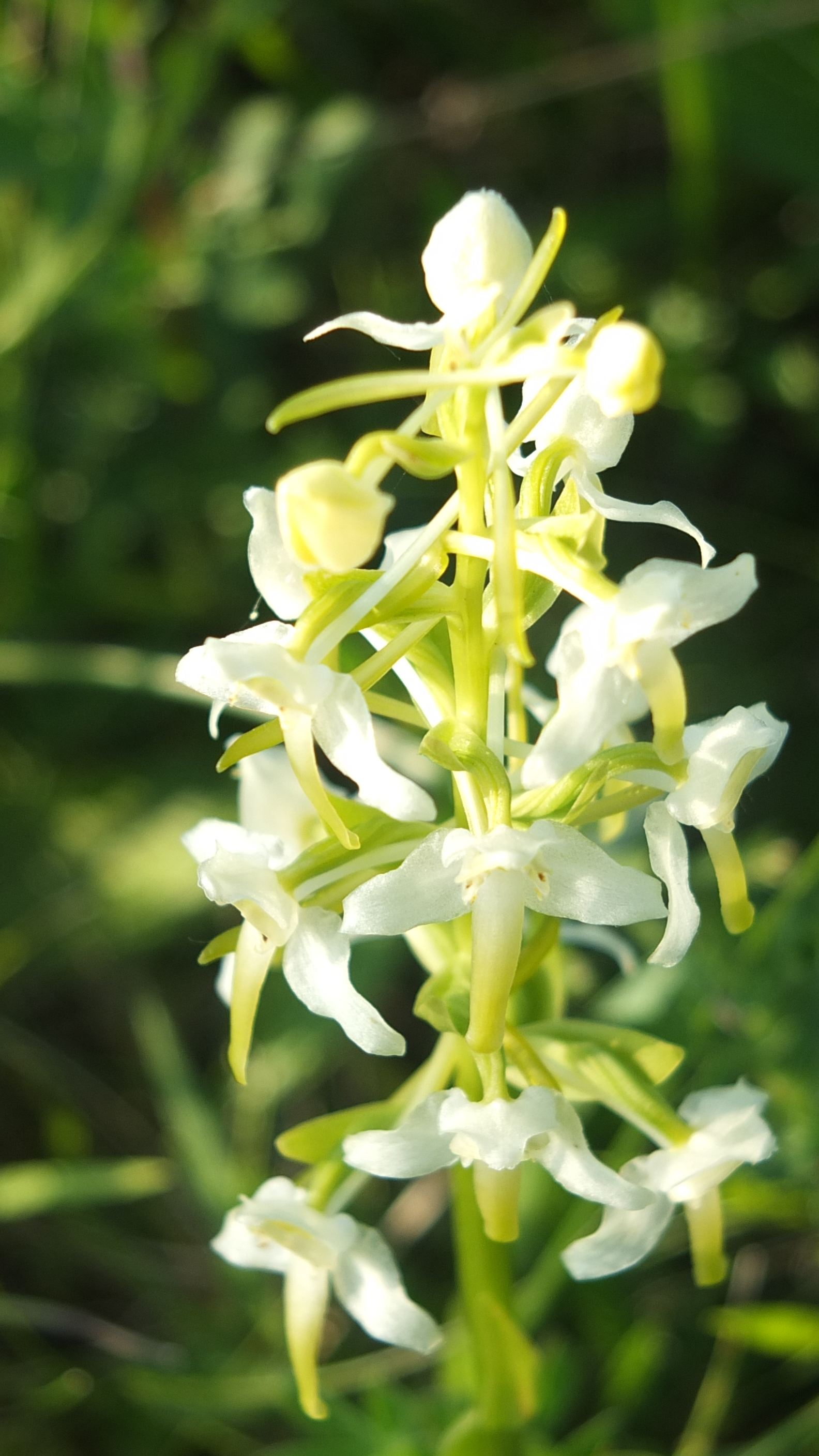
Kuckucksblume (Platanthera bifolia)
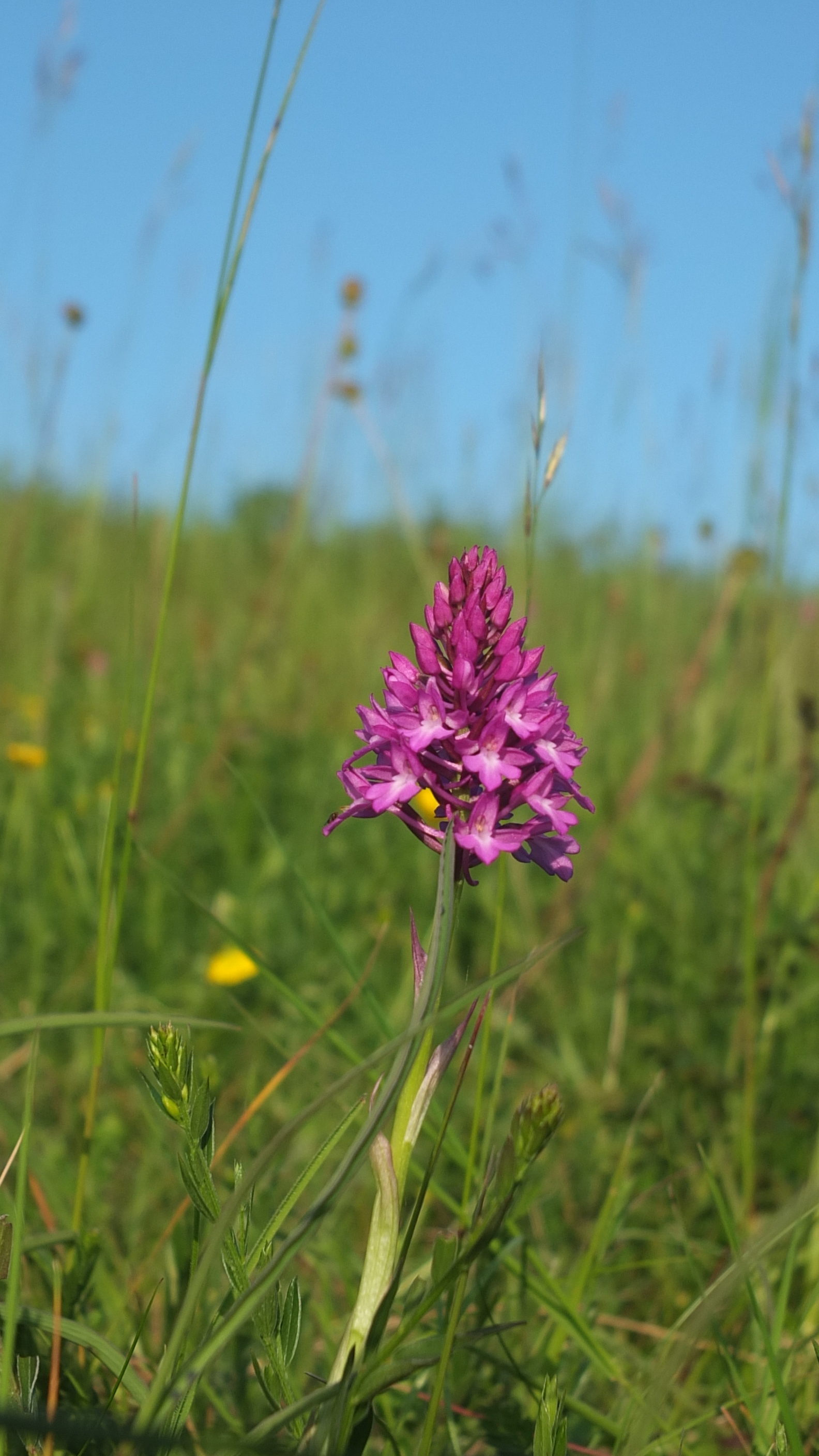
Pyramidenorchis (Anacamptis pyramidalis)
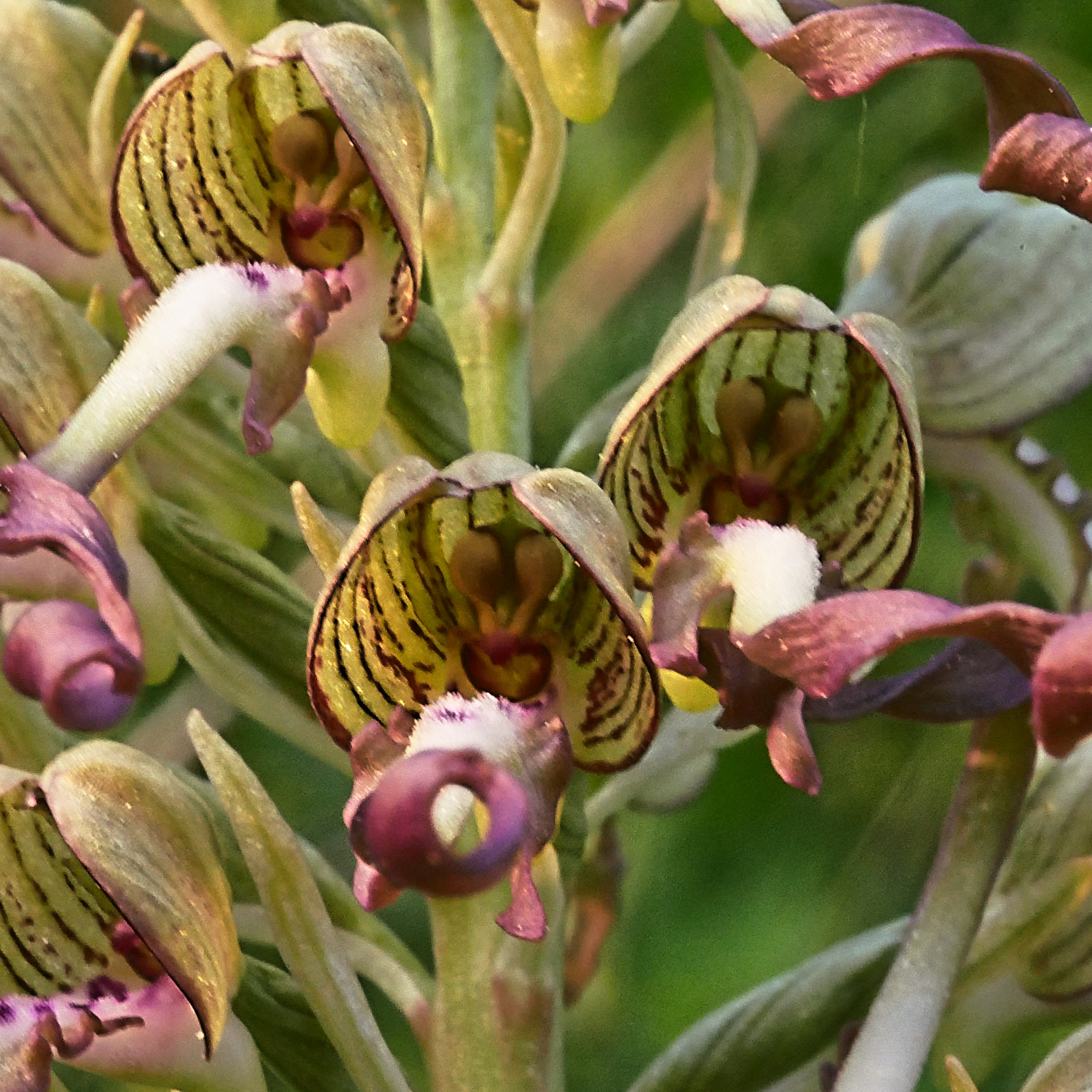
Bocksriemenzunge (Himantoglossum hircinum)
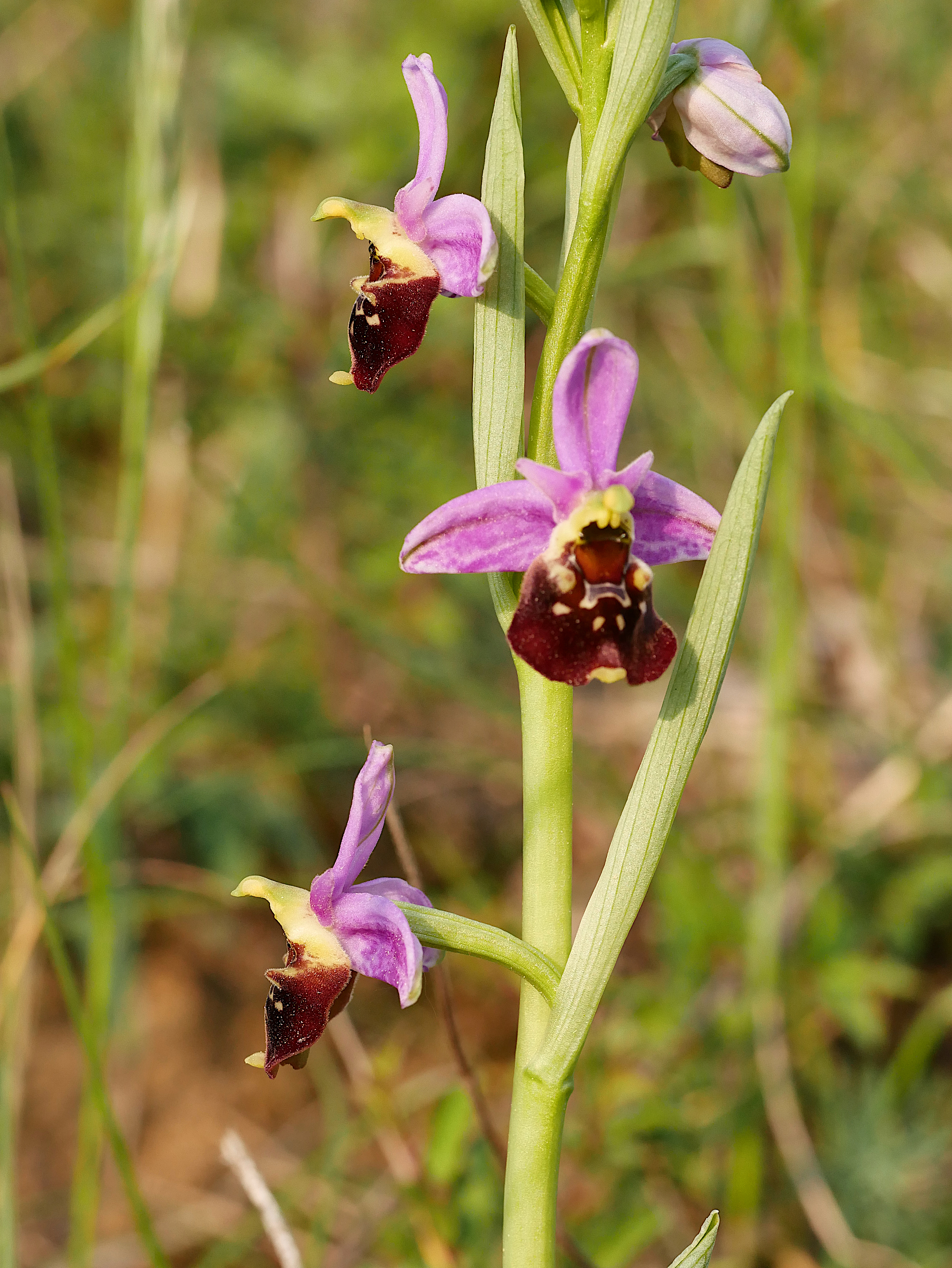
Hummel-Ragwurz (Ophrys holosericea)
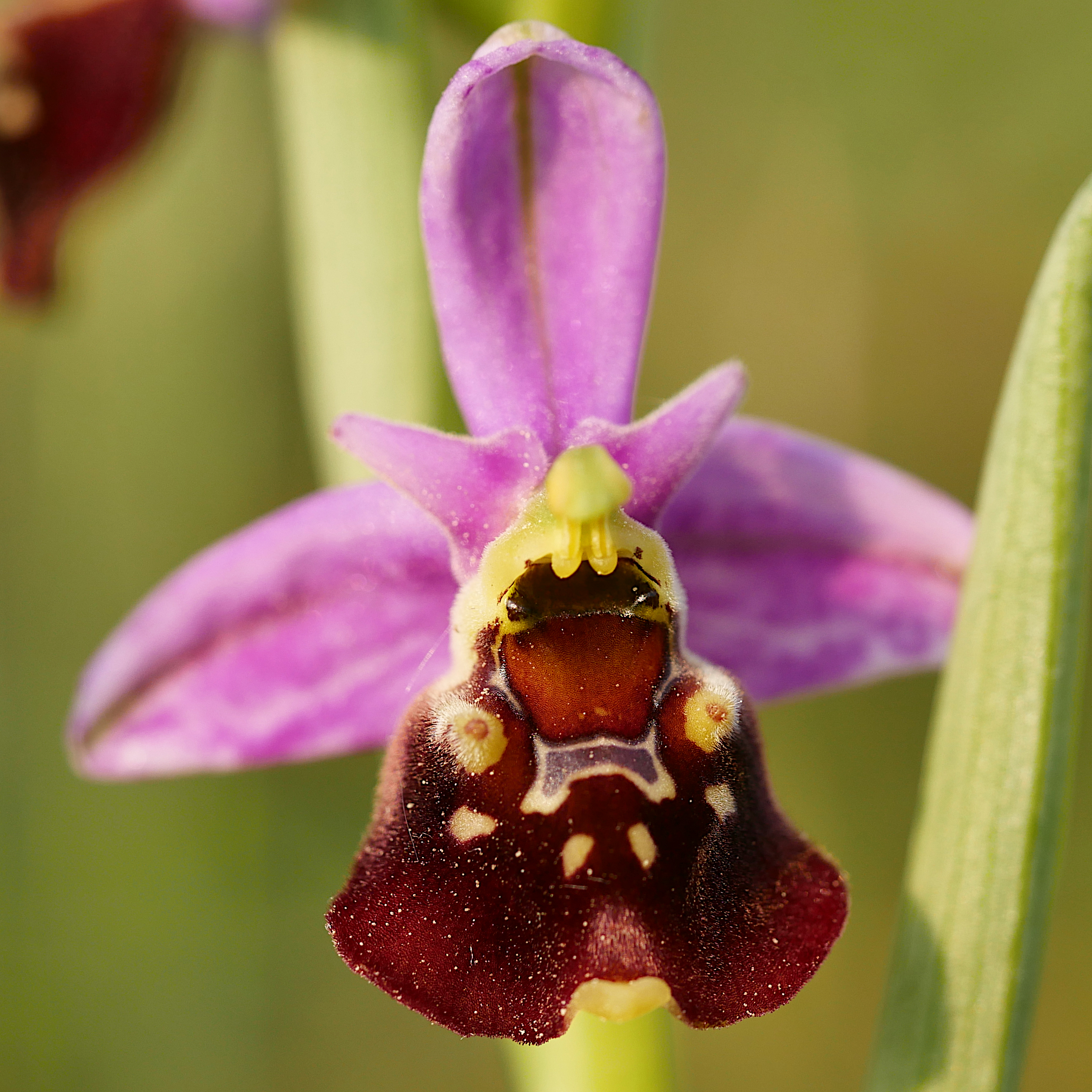
Blüte einer Hummel-Ragwurz
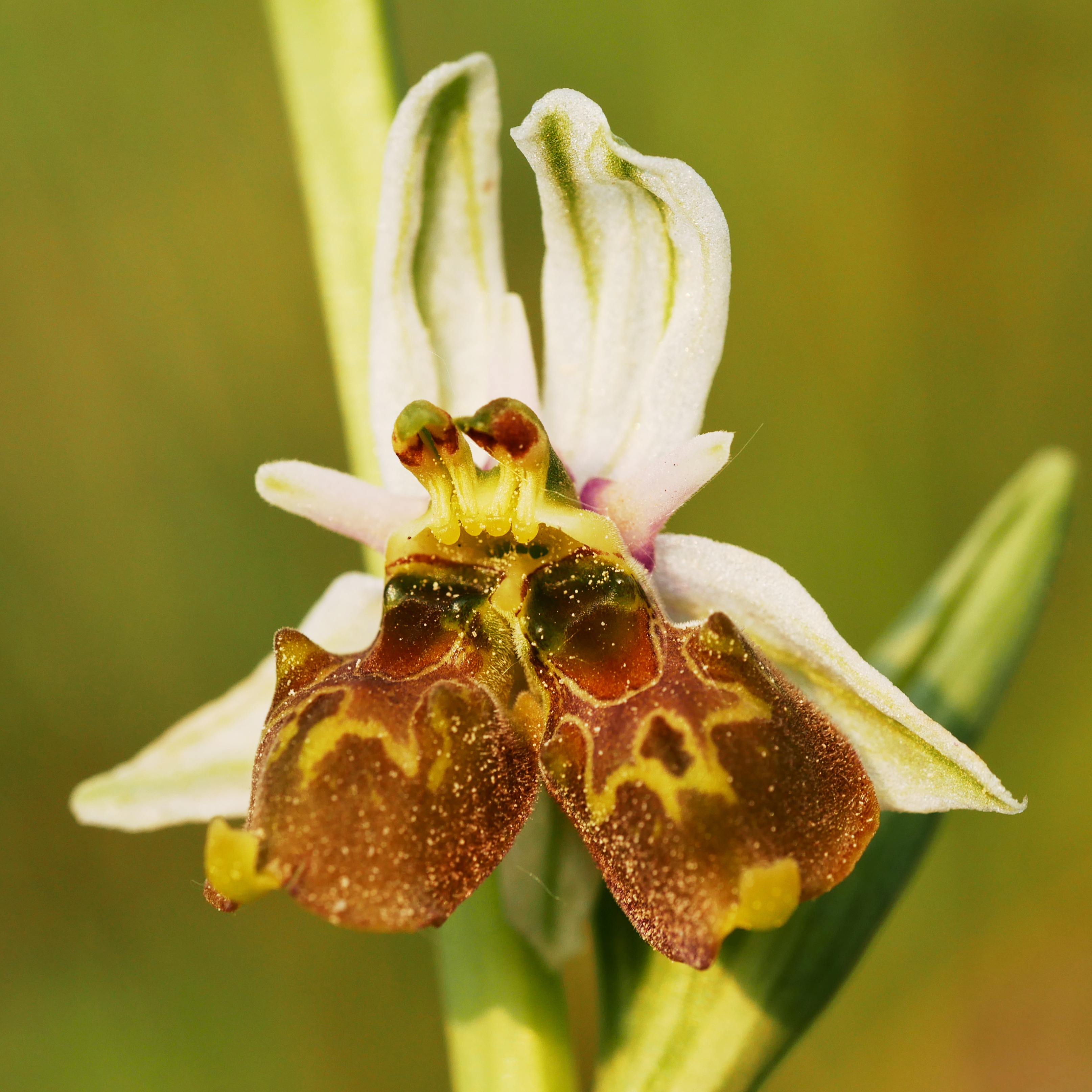
Mutation einer Hummel-Ragwurz